# Мышкув-Мжиглуд
Мышкув-Мжиглуд (пол. Myszków Mrzygłód) — остановочный пункт в городе Мышкув (расположен в дзельнице Мжиглуд), в Силезском воеводстве Польши. Имеет 2 платформы и 2 пути.
Остановочный пункт на железнодорожной линии Варшава — Катовице, построен в 1918 году.